# 감지그라드

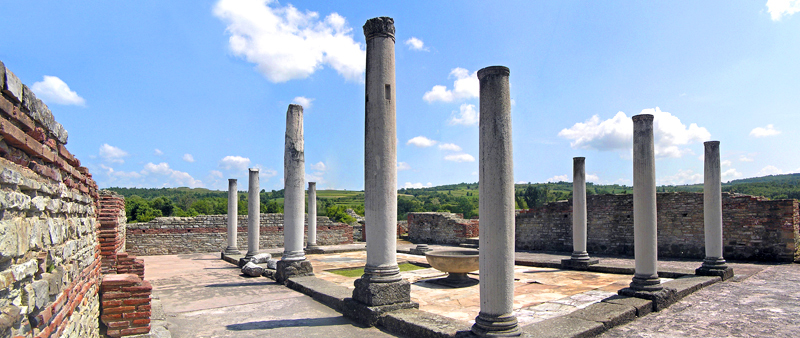
감지그라드

감지그라드(세르비아어: Гамзиград)는 세르비아 자예차르에 있는 마을로, 2002년 기준으로 인구는 945명이다.
감지그라드 근처에는 고대 로마 황제 갈레리우스가 태어난 곳이며, 사후 묻힌 곳이기도 한 로물리아나 (Felix Romuliana) 유적이 남아있다. 이 유적은 2007년에 유네스코 세계 유산에 등록되었다.

## 유적
로물리아나는 오늘날 서문과 주요 성벽이 남아있다. 여기서 보석, 무기, 화폐 등 고대 로마 시대의 많은 유물을 발견하고있다.
갈레리우스에 의해 지어진 궁전은 기둥과 모자이크 그림이 남아있다. 그 모자이크의 하나는 아도니스를 그린 것이고, 다른 하나는 사냥 장면을 그린 것도 있다. 재질은 대리석과 반암이 이용되고 있다.
궁전 옆에 있는 마구라 언덕에는 갈레리우스 황제와 어머니의 두 무덤과 기념비가 있다.